# Werner Wolf (Musikwissenschaftler)
Werner Wolf (* 15. März 1925 in Grüna; † 23. Dezember 2019 in Leipzig) war ein deutscher Musikwissenschaftler und -kritiker. Der anerkannte Wagner-Forscher war von 1967 bis 1979 Mitherausgeber Sämtlicher Briefe des Komponisten. Außerdem legte er mehrere Operneinführungen vor. 1981 wurde er an der Universität Leipzig zum Professor ernannt.

## Leben
Werner Wolf wurde 1925 als Sohn eines Metallarbeiters, Strumpfwirkers bzw. Werkmeisters und einer Näherin in Grüna bei Chemnitz geboren. Nach dem Besuch der Volksschule absolvierte er zunächst eine kaufmännische Lehre im Eisengroßhandel und besuchte die Wirtschaftsoberschule in Chemnitz. Von 1941 bis 1945 war er als kaufmännischer Angestellter, Hilfslagerist und Transportarbeiter im Eisengroßhandel in der Industriestadt Chemnitz tätig. In dieser Zeit wurde er durch den Komponisten Paul Kurzbach und dessen Ehefrau (Klavierlehrerin) gefördert. Außerdem war er durch die Wagnertradition des Opernhauses Chemnitz beeinflusst. Im Dezember 1944 wurde er zum Kriegsdienst herangezogen; bis Juni 1946 verbrachte er dann in britischer Kriegsgefangenschaft in Munsterlager.
1945/46 war er Leiter und Pianist einer Tanzkapelle. Von 1946 bis 1951 studierte er Klavier und Klarinette (Staatsexamen) an der Leipziger Musikhochschule; 1951 legte er dort die Reifeprüfung ab. Zusätzlich war er Gasthörer am Musikwissenschaftlichen Institut der Universität Leipzig bei Walter Serauky und Hellmuth Christian Wolff. Von 1951 bis 1953 studierte er Musikwissenschaft (Staatsexamen) an der Universität Leipzig und legt 1953 einen Universitätsabschlussprüfung für die Fachrichtung Musikwissenschaft an der Philosophischen Fakultät ab.
Von 1953 bis 1957 war er Gasthörer bei Ernst Hermann Meyer und Georg Knepler am Musikwissenschaftlichen Institut der Humboldt-Universität zu Berlin. Ab 1953 war er auch Angestellter der Leipziger Volkszeitung, von 1966 bis 2002 wirkte er als ständiger freier Mitarbeiter, nebenberuflicher Dozent für Musikgeschichte an der Volkshochschule und freier Mitarbeiter bei Musikverlagen. Außerdem hatte er verschiedene Lehraufträge inne: für Musikgeschichte an der Fakultät für Journalistik sowie für Operngeschichte und für Geschichte der klassischen Instrumentalmusik am Musikwissenschaftlichen Institut der der Karl-Marx-Universität Leipzig.

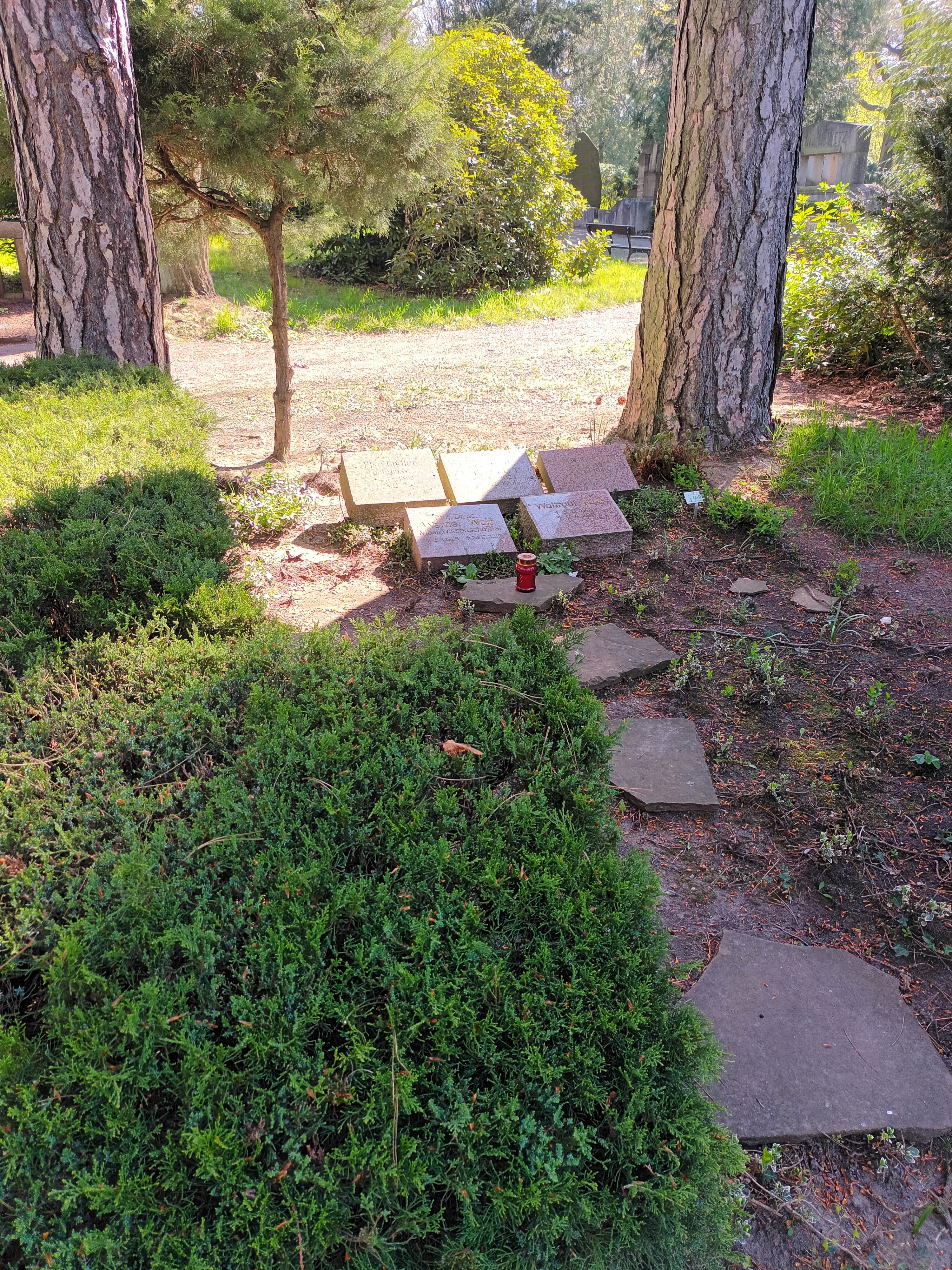
Grabstätte Werner Wolf und Angehörige

1966 wurde er wissenschaftlicher Mitarbeiter am Institut für Musikwissenschaft und Musikerziehung der Karl-Marx-Universität Leipzig. 1969/70 war er Oberassistent am WG Musikwissenschaft der Sektion Kulturwissenschaften und Germanistik. 1968 promovierte er mit der Arbeit Richard Wagners geistige und künstlerische Entwicklung bis zum Jahre 1848: Untersuchungen an Wagners Briefen, Schriften und Werken zum Dr. phil. Die Gutachter waren Georg Knepler und Richard Petzoldt. 1969 erhielt er die Facultas Docendi. 1969/70 war er Leiter des Lehrkollektivs Musikwissenschaft und Musikerziehung und danach bis 1980 Leiter des Fachbereichs Musikwissenschaft und Musikerziehung. Von 1970 bis 1981 war er Hochschuldozent für Musikwissenschaft am Fachbereich Musikwissenschaft und Musikinstrumenten-Museum.
Im Jahr 1978 folgte die Promotion B zum Thema: Beiträge zur Darstellung der geistigen und künstlerischen Entwicklung Richard Wagners nach 1848, die Gutachten übernahmen Walther Siegmund-Schultze, Ernst Hermann Meyer, Udo Klement und Gustav Seeber. Von 1979 bis 1981 hatte er einen Lehrauftrag für Musikgeschichte an der Theaterhochschule „Hans Otto“ Leipzig inne. 1981 wurde er außerordentlicher Professor für marxistisch-leninistische Musikwissenschaft. Seine Forschungsschwerpunkte waren neben der Musikwissenschaft, insbesondere der Musikgeschichte, die Geschichte des Musiktheaters und der Instrumentalmusik. Er hielt Spezialvorlesungen über Wolfgang Amadeus Mozart, Ludwig van Beethoven, Franz Schubert, Richard Wagner, Johannes Brahms, Béla Bartók, Sergei Prokofjew, Karl Amadeus Hartmann, Dmitri Schostakowitsch und Hans Werner Henze. Von 1985 bis 1990 leitete er die Fachgruppe Musikwissenschaft im Fachbereich Musikwissenschaft und Musikerziehung. 1989/90 war er Lehrbeauftragter für Musikgeschichte an der Hochschule für Musik „Felix Mendelssohn Bartholdy“ Leipzig; von 1996 bis 2000 übernahm er das Spezialseminar „Aufführungspraxis und Interpretation der Musik des 19. Jahrhunderts“. 1990 wurde er mit Erreichen der Altersgrenze in den Ruhestand versetzt. Zu seinen Schülern gehörten u. a. Hella Bartnig, Renate Herklotz, Allmuth Behrendt und Ingolf Huhn.
Von 1954 bis 1961 war er Mitglied der Stadtleitung des Kulturbundes der DDR. Von 1955 bis 1958 saß er der Kulturkommission der Leipziger Volkszeitung vor. Von 1955 bis 1990 war er freier Mitarbeiter der Zeitschrift Musik und Gesellschaft. Von 1958 bis 1970 war er Vorsitzender der Bezirksarbeitsgemeinschaft Chor beim Kabinett für Kulturarbeit des Bezirkes Leipzig. Von 1958 bis 1990 gehörte er dem Verband der Komponisten und Musikwissenschaftler der DDR an, ab 1964 im Zentralvorstand und ab 1968 im Bezirksvorstand; 1984 wurde er Leiter der Musikakademie „Hans Pezold“ im Bezirksverband Leipzig. Von 1972 bis 1990 war er Mitglied des Wissenschaftlichen Beirates für Musikwissenschaft beim Ministerium für das Hoch- und Fachschulwesen der DDR sowie Mitglied der Arbeitsgemeinschaft Musikgeschichte der dortigen Zentralen Fachkommission.
Er veröffentlichte Beiträge u. a. im Meyers-Lexikon. Außerdem gestaltete er Programmhefte von Theatern in Berlin, Leipzig und Dresden und schrieb Einführungen in den Reclam-Heften für Opern und Schallplattenkassetten. Seit den 1990er Jahren war er ständig für die Neue Musikzeitung und die Fachzeitschrift Oper und Tanz sowie die Zeitung Leipzigs Neue tätig.
Werner Wolf war verheiratet. Er verstarb 2019 in Leipzig und wurde auf dem Südfriedhof, Abt. V beigesetzt.

## Wagner-Forschung
Wolf forschte vor allem zum Leben und Wirken von Richard Wagner. So war er ab 1967 im Auftrag des Richard-Wagner-Familien-Archivs Bayreuth (heute: Richard-Wagner-Stiftung Bayreuth) gemeinsam mit der Archivarin Gertrud Strobel Herausgeber Sämtlicher Briefe des Komponisten. Grundlage dafür war ein Vertrag zwischen der Initiatorin Winifred Wagner und dem VEB Deutscher Verlag für Musik in Leipzig, wo die chronologisch geordnete Ausgabe erschien. Der Umfang der Briefe wurde seinerzeit auf ca. 5000 Stück geschätzt. Wolf, der die Einleitung, die Kommentare und das Register verantwortete, wirkte an fünf Bänden mit (1967, 1969, 1975, 1979 und 1993), wobei der fünfte von Hans-Joachim Bauer und Eva Gerlach beendet wurde. Wolfs Nachfolger wurde Johannes Forner.
Zum 100. Todestag von Richard Wagner 1983 leitete Wolf das internationale Kolloquium „Richard Wagner – Leben, Werk und Interpretation“, das zusammen mit der Universität Leipzig veranstaltet wurde. Daran nahmen ca. 230 Musikschaffende, Wissenschaftler usw. aus 15 Ländern teil u. a. Gerd Rienäcker, Dénes Zoltai, Martin Gregor-Dellin und Peter Wapnewski.
Von 1983 bis 1993 war er Vorsitzender des Freundeskreises „Richard Wagner“ im Kulturbund der DDR und von 1993 bis 2008 des umbenannten Richard-Wagner-Verbandes International Ortsverband Leipzig e. V. Bis 2011 war er noch im Vorstand aktiv, seitdem war er Ehrenvorsitzender des Verbandes.

## Auszeichnungen
- 1972: Verdienstmedaille der DDR
- 1979: Kunstpreis der Stadt Leipzig[5] für Literatur- und Musikkritik
- 2008: Richard-Wagner-Preis für sein Lebenswerk[6]